# لئون گیوزالیان
لئون تیگرانی گیوزالیان ( انگلیسی: Leon Tigranovich Gyuzalian؛ ۱۹۰۱ در تفلیس - ۱۹۹۴ در سنت پترزبورگ) ایران‌شناس اهل ارمنستان بود.

## زندگی‌نامه
در ۱۹۲۹ در بخش فارسی انستیتوی شرقی لنینگراد و همزمان در دانشکده زبان و فرهنگ مادی را دانشگاه دولتی لنینگراد به پایان رساند. در ۱۹۳۰ موزه آرمیتاژ به کار سرگرم شد و از ۱۹۳۵ تا پایان زندگانی در دانشگاه دولتی لنینگراد تدریس کرد. وی در ۱۹۴۸ از رساله دکتری خود با نام «قطعات منظوم فارسی در ظروف گلی قرون وسطی و ارزش‌های تاریخی و ادبی آن‌ها» دفاع کرد. گیوزالیان بیش از سی اثر دربارهٔ هنر و ادبیات ایران به چاپ رسانده است. از آثارش: «نسخه‌های خطی شاهنامه در کتابخانه‌های لنینگراد» (لنینگراد، ۱۹۳۴)؛ «مینیاتورهای نسخهٔ خطی شاهنامه» (لنینگراد، ۱۹۸۵)